# Balsam mentolowy złożony
Balsam mentolowy złożony (łac. Balsamum Mentholi compositum, syn. Unguentum Methylii salicylici cum Mentholo FP II, złożony balsam mentolowy) – preparat galenowy do użytku zewnętrznego, sporządzany według przepisu farmakopealnego w zakresie receptury aptecznej. W Polsce na stan obecny (2024) skład określa Farmakopea Polska II (1937). Maść typu roztworu (składniki rozpuszczone w podłożu) o działaniu przeciwzapalnym i przeciwbólowym. Znajduje zastosowanie w bólach mięśniowych i stawowych na tle gośccowym, pourazowym, w nerwobólach, zapaleniu korzonków nerwowych oraz lumbago. Także w przeziębiach oraz bólach towarzyszących zapaleniu opłucnej jako środek miejscowo drażniący.

## Skład
mentol 5 cz.
salicylan metylu 20 cz.
lanolina bezwodna 37,5 cz.
wazelina żółta 37,5 cz.